# اکسایش افزایشی
اکسایش افزایشی(به انگلیسی: Oxidative addition) و حذف کاهشی(به انگلیسی: reductive elimination) گونه‌هایی مهم از واکنش‌های شیمیایی در شیمی آلی فلزی هستند. در یک واکنش اکسایشی افزایشی، عدد اکسایش و عدد کوئوردیناسیون یک اتم مرکزی فلزی هر دو افزایش می‌یابد.